# Dlouhý důl
Dlouhý důl (německy Langer Grund) je údolí v centrálních Krkonoších.

## Poloha
Dlouhý důl je údolí esovitého tvaru z převažující orientací a s klesáním dna východ - západ. Je úzký, asi 3 kilometry dlouhý, sevřený velmi prudkými svahy Luční a z ní vybíhající Železné hory ze severu a Zadní Planiny a Stohu z jihu. Dolním západním koncem navazuje na rozevřenější údolí Svatého Petra, místní části Špindlerova Mlýna, horní východní konec uzavírá sedlo mezi Luční horou a Zadní Planinou. V blízkosti horního zakončení se nachází horská bouda Výrovka. Do Dlouhého dolu spadají četné lavinové svahy. Nachází se na území Krkonošského národního parku.

## Vodstvo
Osou Dlouhého dolu protéká Svatopetrský potok (též Dolský), který má v jeho horním zakončení svůj pramen. Do něj se zde vlévají četné menší přítoky odvodňující svahy po obou stranách.

## Komunikace
Osu Dlouhého dolu sleduje zeleně značená turistická trasa 4203 spojující Špindlerův Mlýn a Svatý Petr s Výrovkou a Pecí pod Sněžkou. Značka do dolu vstupuje po neveřejné asfaltové komunikaci, kvalita cesty se se vzrůstající nadmořskou výškou snižuje až horní část dolu opouští pouhá pěšina.

## Stavby
V Dlouhém dole se nenacházejí žádné významné stavby. Turistické chaty s ubytovacími službami se nacházejí na jeho rozhraní s údolím Svatého Petra. V horní části dolu se nachází Červenkova mohyla zřízená zde k památce tragické události z roku 1951, kdy zde československý reprezentant v lyžování O. Červenka zahynul pod lavinou. K mohyle patří i kříž umístěný v bočním údolí.

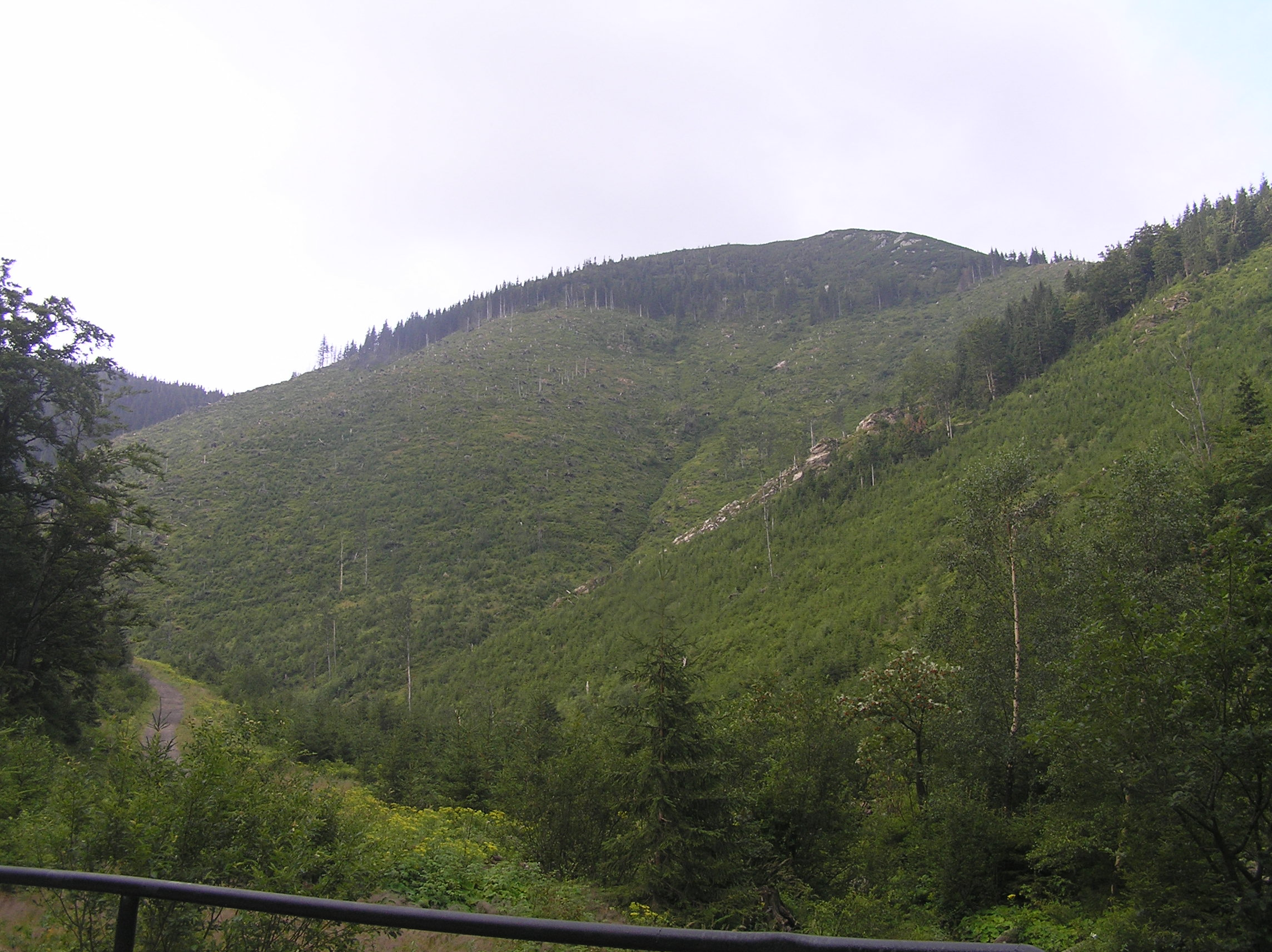
Dlouhý důl, v pozadí hora Stoh
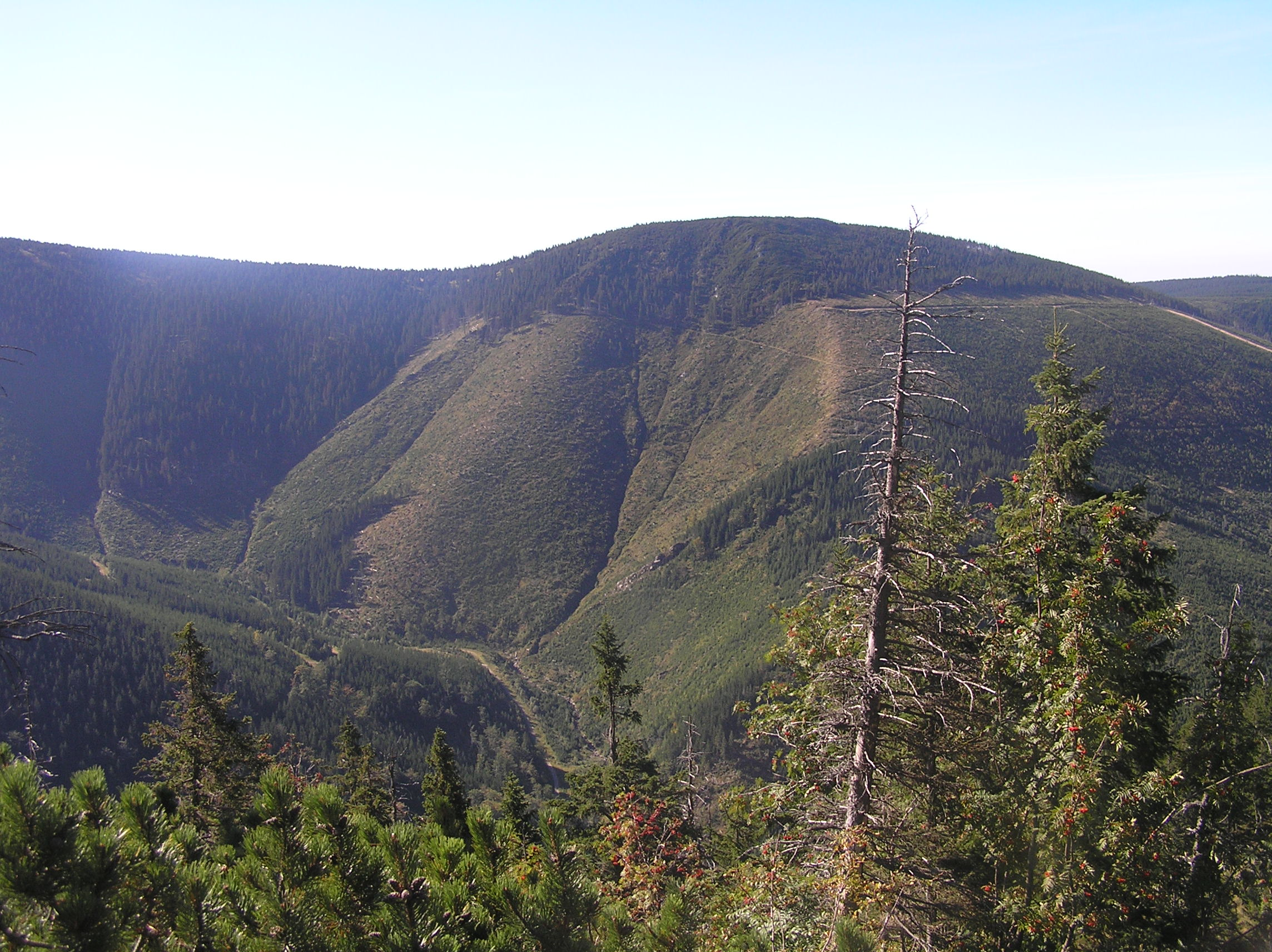
Pohled do Dlouhého dolu s horou Stoh
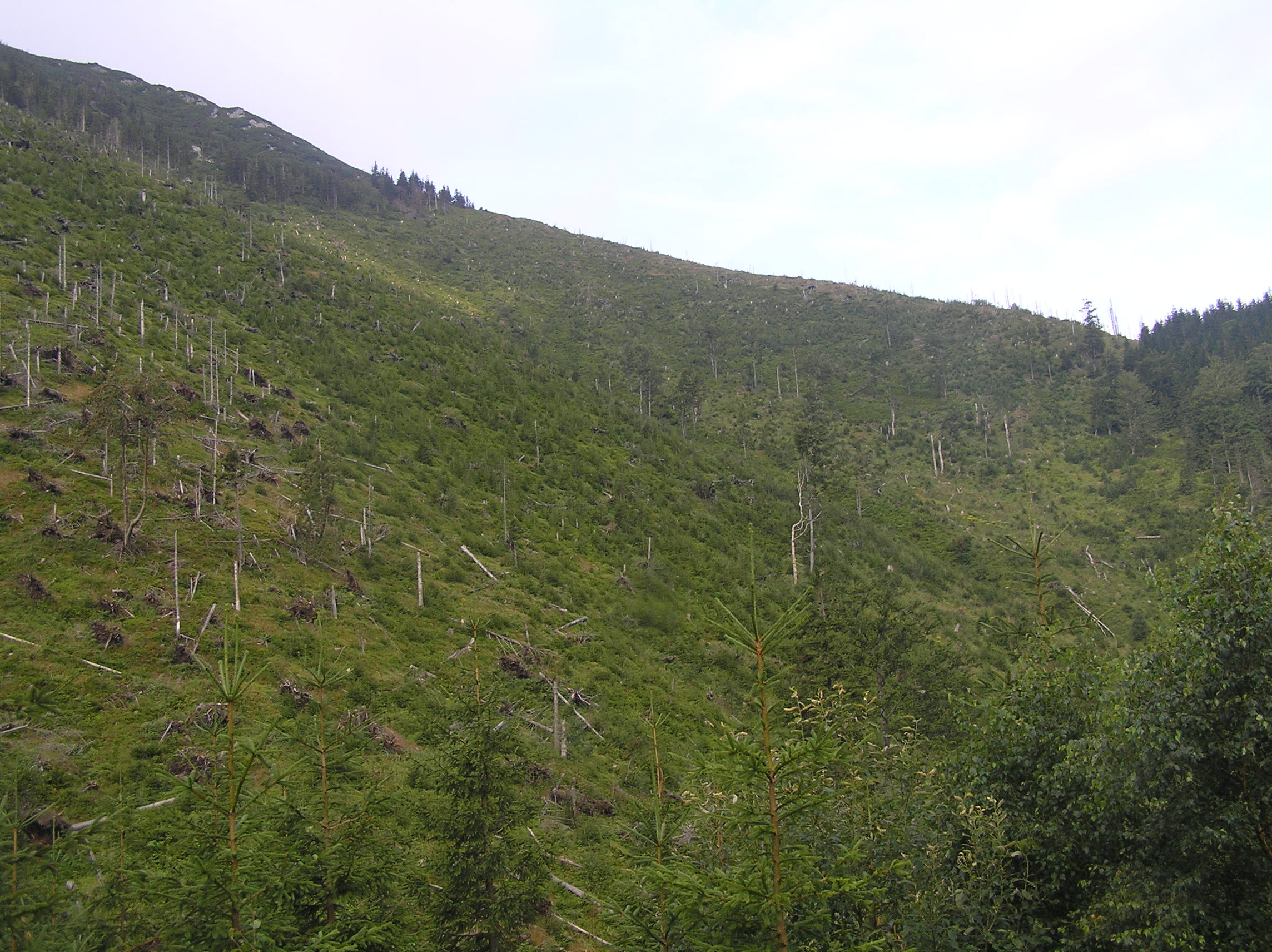
Rozsáhlé holiny v Dlouhém dole